# Amblyscirtes
Amblyscirtes is een geslacht van vlinders van de familie dikkopjes (Hesperiidae), uit de onderfamilie Hesperiinae.

## Soorten
- A. aesculapius (Fabricius, 1793)
- A. patriciae Bell, 1959